# Helmut Bloid
Helmut Josef Bloid (* 8. November 1929 in Augsburg) ist ein deutscher Schriftsteller, Autor, Naturfotograf und Naturschützer.

## Leben und Wirken
Bloid wuchs als einziges Kind eines Reichsbahnbeamten und einer Hausfrau in Neuaubing, in der sog. Kolonie auf. Er besuchte  die Neuaubinger Volksschule an der Limesstraße, anschließend das Karlsgymnasium in München-Pasing. Nachfolgend studierte er Naturwissenschaften an der Ludwig-Maximilians-Universität München für das Höhere Lehramt in den Fächern Biologie, Chemie sowie Geographie. Er unterrichtete bis 1992 am Asam-Gymnasium, im Münchner Stadtteil Giesing gelegen.
Bloid ist Mitglied in mehreren Münchner Künstlervereinen. Er hält Lesungen und ist als Textautor wie auch als Sprecher für den Bayerischen Rundfunk tätig. Darüber hinaus erhielt er mehrere Auszeichnungen und Ehrungen: „Literatenkerze“, „Assel“ (Katakombe), „Elk-Feder“ (Ernster Lyrik-Kreis), „Goldene Rose“ etc. Bloid war 32 Jahre Naturschutzreferent der Ortsgruppe München-Neuaubing. Ferner gehört er unter anderem der Bayerischen Botanischen Gesellschaft, dem Pilzkunde-Verein München, der Schutzgemeinschaft Ammersee-Süd und dem Verein zum Schutz der Bergwelt an. Des Weiteren ist er Mitarbeiter des Aubinger Archivs e. V. Zahlreiche seiner Pilzaufnahmen erschienen in der Publikation BLV Naturführer Pilzkunde (1975) sowie im Deukula Pilzkalender.

## Werke (Auswahl)
- Beamtenhaus Nr. 19. Baumgartner Verlag, 1988, ISBN 3-923780-00-7.
- Von hinterei werd heller. Baumgartner Verlag, 1990
- Und draußn's Gepritschl vom Reeng. Baumgartner Verlag, 1990
- Besser nichts als gar nichts. Baumgartner Verlag, 1991, ISBN 3-923780-019-1.
- Bedenklichkeiten. Baumgartner Verlag, 1993
- Der Drache im Wind. Baumgartner Verlag, 1996, ISBN 3-923-780-13-5.
- Da ging er ganz nackt. Oimsche Verlag, 1998, ISBN 3-9801857-2-9.
- Der Pfarrer hockt am Radl. Oimsche Verlag, 2000, ISBN 3-9801857-3-7.
- Richtig Falsch. Oimsche Verlag, 2004, ISBN 3-9801857-4-5.
- Octupus und Haselnuss. EOS Verlag, 2010
- 375 Worte und Redewendungen aus dem bairischen Sprachschatz EOS Verlag, 2018

## Auszeichnungen und Ehrungen
- Literatenkerze „Assel“ der Schwabinger Katakombe[2]
- ELK-Feder des Ernster Lyrik-Kreises
- Goldene Rose des Künstlerkreises KK83
- Bezirksmedaille Oberbayern[3]